# Semisilabario

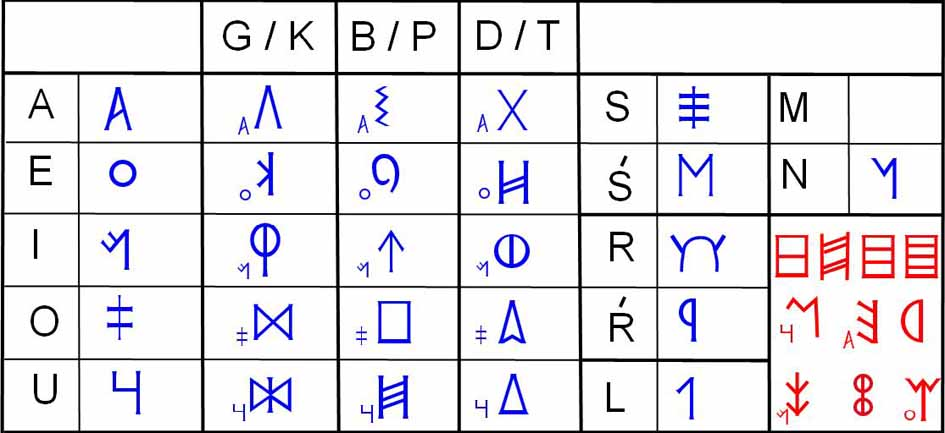
Una de las propuestas de semisilabario tartésico. Adaptado de Rodríguez Ramos 2000.

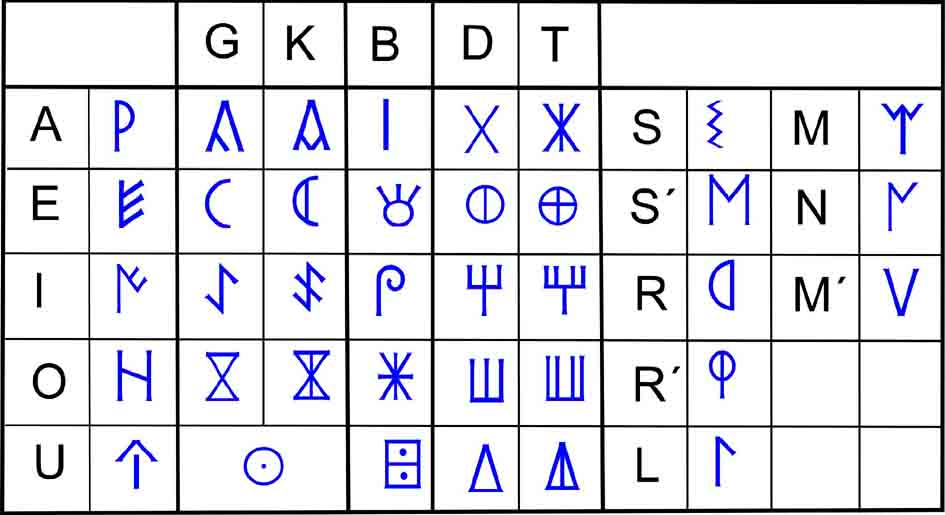
Un semisilabario ibérico nororiental dual. Adaptado de Ferrer i Jané 2005.

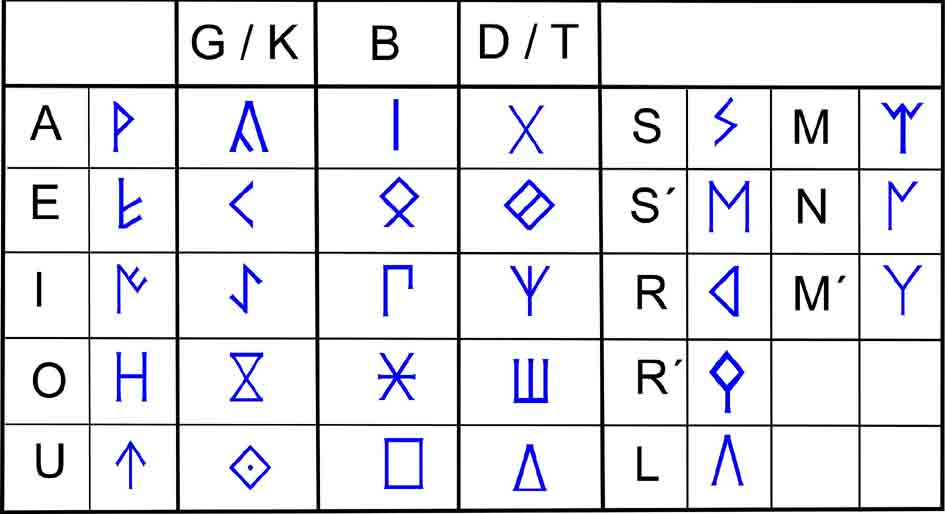
Un semisilabario ibérico nororiental no-dual.

Un semisilabario es un tipo de sistema de escritura que combina características de los silabarios y de los alfabetos ya que usan silabogramas para algunas combinaciones de consonante + vocal y fonogramas para vocales y otras consonantes. Un ejemplo es la escritura ibérica que usa silabogramas para las combinaciones con consonantes oclusivas (b, d, g) y fonogramas para el resto.  
Debe evitar confundirse este término con el de alfasilabario, una tipología de escritura diferente. En los alfasilabarios los signos básicos representan una consonante acompañada por una vocal inherente, mientras que el resto de vocales se indican mediante un diacrítico añadido al signo consonántico o mediante un cambio en la forma del signo consonántico.

## Ejemplos

### Escritura paleohispánica
Pero hay una familia de sistemas de escritura desarrollados en la península ibérica, como mínimo desde el s. V aC, quizás desde el s. VII a. C., que también se comportan como semisilabarios: los semisilabarios paleohispánicos. Sobre su origen no hay consenso: para algunos investigadores su origen está directa y únicamente ligado al alfabeto fenicio, mientras que para otros en su creación también habría influido el alfabeto griego. Los semisilabarios paleohispánicos comparten una característica tipológica distintiva: presentan signos con valor silábico, para las oclusivas, y signos con valor alfabético, para el resto de consonantes y vocales. Los silabogramas representan una determinada combinación de consonante y vocal de forma que el signo que representa la combinación ga no se parece al signo que representa la combinación ge. Adicionalmente, aunque las escrituras paleohispánicas consideradas más antiguas, las del grupo meridional (escritura tartesia y escritura ibérica suroriental) no distinguen las oclusivas sordas de las sonoras, de forma que el signo que representa la combinación ga también representa la combinación ka, una de les variantes de la escritura ibérica nororiental, la más antigua de acuerdo con los contextos arqueológicos, permite diferenciar los silabogramas oclusivos dentales y velares sordos de los sonoros con un trazo añadido de manera que la forma simple representa la sonora y la forma compleja la sorda. Finalmente, la escritura tartesia o suroccidental presenta una característica distintiva, puesto que los signos silábicos van seguidos siempre por la vocal. Algunos investigadores consideran esta escritura como un semisilabario redundante, mientras que otros la consideran un alfabeto redundante.
- Semisilabario tartésico
- Semisilabario ibérico suroriental
- Semisilabario ibérico nororiental
- Semisilabario celtibérico